# Manik Varma
Manik Varma (devanagari: माणिक वर्मा; Pune, 16 de mayo de 1926 - Bombay, 10 de noviembre de 1996), fue una cantante india, considerada como la decana de la música clásica de Hindustani de la Gharana Kirana. Una de sus canciones más conocidas fue Amrutahuni Goad. También destacó en semi-música clásica, interpretando otros temas musicales como Thumri, Marathi Natya Sangeet, Bhavgeet y Bhakti Geet (música devocional). Era hija de Abdul Karim Khan y nieta de Abdul Karim Khan (1872–1937) , fundador de la Gharana Kirana.

## Carrera
En abril de 1955 sus canciones formaron parte de la Geet Ramayana, que era una presentación de temas musicales conocidas como Ram, expuestas en un semanario. Con un año de duración de un programa organizado por All India Radio (AIR), en Pune, se unió a artistas como Lata Mangeshkar, Yogini Joglekar, Usha Atre, Babanrao Navdikar y Sudhir Phadke.
Un número de artistas reconocidos como Asha Khadilkar y Shaila Datar, fueron formados por ella. Manik se convirtió en una leyenda de Marathi Sugam Sangeet (música ligera). Muchos cantantes nuevos como Riyaz, le rindió un homenaje interpretando una de sus canciones en una fase inicial. Su voz era excelente y única.

## Vida personal
Su nombre de soltera era Manik Dadarkar (devanagari: माणिक दादरकर). Sus hijas son: Rani Varma, Jaiprakash Aruna, Achrekar Bharati y el actor Gupte Vandana, que debutó en cine y televisión.
Manik recibió el prestigioso premio "Padma Shri" del Gobierno de la India en 1974. Seguido por el Premio "Sangeet Natak Akademi" otorgado por la "Akademi Sangeet Natak", Academia Nacional de la India de Música, Danza y Arte Dramático en 1986. 